# Stack-Up
Stack-Up, chiamato Robot Block o più semplicemente Block (ブロック?, Borokku) in Giappone, è un videogioco rompicapo sviluppato da Nintendo e pubblicato per Nintendo Entertainment System nel 1985. Considerato uno dei primi videogiochi party, è il primo titolo della serie Robot, ideata per l'utilizzo di R.O.B.. Seguito da Gyromite, distribuito nello stesso anno, fa parte dei titoli di lancio della console negli Stati Uniti d'America.
Il gioco era venduto in una confezione più grossa di quelle standard, e conteneva tutti gli accessori necessari a R.O.B. per giocare: 5 blocchi di colore diverso, 2 guanti per afferrarli e 5 piedistalli dove collocarli. Poiché è stato commercializzato per i bambini e il set era venuto con molte piccole parti in plastica, copie complete del gioco sono molto difficili da trovare al giorno d'oggi.
Tutte le copie di Stack-Up distribuite in occidente erano vendute insieme ad un circuito collegato ad un altro che adattava la cartuccia per l'uso sul NES, poiché il gioco fu distribuito senza riconvertirlo dal Famicom (è per questo motivo che la schermata del titolo riporta il nome giapponese Robot Block); ciò ha causato lo smontaggio di molte delle cartucce per sostituire il circuito ed evitare di utilizzarlo per via esterna ogni qualvolta si volesse giocare.

## Trama
In alcune modalità, il professor Hector lavora con R.O.B. per organizzare i blocchi. In altre, Hector compete per il controllo di R.O.B. contro "glitches" di nome Spike e Flipper, o contro il professor Vector, suo assistente.

## Modalità di gioco
Il giocatore deve dirigere il professor Hector nel saltare su dei pulsanti, ognuno dei quali determina un'azione di R.O.B., in una sequenza al fine di organizzare i blocchi in un certo ordine sui cinque piedistalli intorno al robot.

### Bingo (1 giocatore)
Il giocatore deve guidare R.O.B. nel posizionare i blocchi nel modo in cui vengono richiesti livello per livello. In questa modalità, i colori sono irrilevanti. Lo schermo è diviso in una griglia 5x5 sulla quale il professor Hector può saltare; ogni fila invia a R.O.B. un comando specifico, identificabile dal simbolo su di essa disegnato, una volta che tutte le caselle corrispondenti vengono schiacciate. I nemici Spike e Flipper sono controllati dal computer; venire toccati da loro farà tornare il professore al punto di partenza. Mentre Spike fluttua in direzioni casuali, Flipper si muove in linee rette da un lato di una fila all'altra, attivando o disattivando caselle che potrebbero inviare a R.O.B. comandi indesiderati. La modalità termina quando un blocco viene fatto cadere dai piedistalli.

### Bingo (2 giocatori)
In questa modalità Spike e Flipper non appaiono. I giocatori controllano i professori Hector e Vector, che competono per il maggior numero di blocchi dal loro lato (Hector a sinistra, Vector a destra), inviando segnali a R.O.B. contrastanti tra loro. In partenza si hanno un blocco per lato, e tre blocchi al centro.

### Test
Questa modalità ha la sola funzione di verificare se R.O.B. riceve i segnali dal televisore. Invia un segnale che, se ricevuto, accende il LED rosso sulla sua testa, indice che può ricevere i segnali.

### Direct
Il giocatore deve organizzare i blocchi in un modello standard di partenza, per poi riorganizzarli differentemente ogni volta tramite dei comandi inviati direttamente a R.O.B., uno alla volta.

### Memory
Uguale a Direct, solo che qui R.O.B. non esegue i comandi appena inviati; bisogna eseguire tutti i comandi necessari per ordinare i blocchi come richiesto dal livello e poi premere il tasto Start, affinché il gioco invii i segnali a R.O.B. e gli faccia spostare i blocchi.